# Dziadkowskie-Folwark
Dziadkowskie-Folwark – wieś sołecka w Polsce położona w województwie mazowieckim, w powiecie łosickim, w gminie Huszlew.
W latach 1975–1998 miejscowość administracyjnie należała do województwa bialskopodlaskiego.
Od roku 1997 w tej miejscowości znajduje się Zakład Produkcyjny firmy Krynica Vitamin - wiodącego producenta napojów energetyzujących i izotonicznych.
Wierni Kościoła rzymskokatolickiego należą do parafii św. Antoniego Padewskiego w Huszlewie.